# Villa Rustica (Southwick)
Die Villa Rustica von Southwick war ein römisches Wohnhaus bei Southwick, im Süden von England in West Sussex.
Die Reste der Villa wurden schon 1815 entdeckt. Es wird berichtet, dass im Verlaufe dieser undokumentierten Ausgrabung Fußböden freigelegt wurden. Im Jahr 1847 gab es anscheinend weitere undokumentierte Grabungen, bei denen mindestens vier Räume freigelegt und Mosaike sowie Wandmalereien gefunden wurden. Das Feld, auf dem die Villa stand, wurde 1930 verkauft, um Häuser zu bauen. S. Winbolt und Salmon erhielten die Erlaubnis, die Villa auszugraben, doch wurde eine Straße über den südlichen Teil der Villa gebaut, bevor die ersten Ausgrabungen begannen. Im Jahr 1931 wurde die Villa dann zum großen Teil in einer Notgrabung freigelegt. 1953 wurden Häuser auf dem Gelände errichtet.
Die Villa gehörte zu den größten in der römischen Provinz Britannien. Sie wurde im ersten Jahrhundert errichtet und war bis ins dritte Jahrhundert bewohnt. Der Bau gruppierte sich um ein Peristyl. Im Norden befanden sich die Wohnräume, im Osten ein Triclinium, das dem Eingang der Anlage gegenüberlag. Im Süden stand eine Basilika. Die Villa war einst reich ausgestattet, wie die Funde vergoldeter Mosaiksteine zeigen. Sie hatte den Charakter eines Palastes und es wurde vermutet, dass hier hohe römische Beamte residierten. Am Ende des ersten Jahrhunderts wurden Teile der Villa umgebaut. Dies mag mit einer Funktionsänderung einhergegangen sein.